# Казахстан на зимних Олимпийских играх 1994
Казахстан принимал участие в Зимних Олимпийских играх 1994 года в Лиллехамере (Норвегия) в первый раз за свою историю.

## Медалисты
| Медаль  | Спортсмен        | Вид спорта   | Дисциплина                                           |
| ------- | ---------------- | ------------ | ---------------------------------------------------- |
| Золото  | Владимир Смирнов | Лыжные гонки | Мужчины, 50 км классическим стилем, раздельный старт |
| Серебро | Владимир Смирнов | Лыжные гонки | Мужчины, 10 км классическим стилем, раздельный старт |
| Серебро | Владимир Смирнов | Лыжные гонки | Мужчины, 15 км свободным стилем, гонка преследования |